# Dicranomyia (Dicranomyia) neopunctulata
Dicranomyia (Dicranomyia) neopunctulata is een tweevleugelige uit de familie steltmuggen (Limoniidae). De soort komt voor in het Oriëntaals gebied.